# Jeri Southern
Jeri Southern (née Geneviève Lillian Hering), née le 5 août 1926 à Royal au Nebraska et morte le 4 août 1991 à Los Angeles, est une chanteuse et pianiste de jazz américaine.

## Jeunesse
Née Geneviève Lillian Hering à Royal, Nebraska, Southern est la petite-fille d'un éleveur de cochons allemand arrivé aux États-Unis en 1879, et qui construisit un moulin à farine à Royal (Nebraska). Son père dirige l'usine mais la perd après le krach boursier de 1929, avant de commencer à exploiter un silo à grains de la Royal Farmers Union. Elle suit ses études secondaires à l'Académie Notre Dame d'Omaha, Nebraska, en assistant à des cours de chant en plus de ses autres cours. Elle joue du piano dès ses trois ans, et commence à étudier le piano classique à six ans. Elle étudie le piano et le chant à la Duchesne Academy of the Sacred Heart (Nebraska), où elle se prend d'intérêt pour le jazz.

## Carrière
Après avoir commencé sa carrière à l'hôtel Blackstone d'Omaha, elle rejoint une tournée de recrutement de la marine américaine pendant la Seconde Guerre mondiale. À la fin des années 1940, elle travaille dans des clubs de Chicago où elle joue une fois du piano pour Anita O'Day. Elle se fait connaître pendant cette période pour son chant, notamment pour ses interprétations de chansons romantiques.
Jeri Southern signe un contrat avec Decca Records en 1951 et gagne en notoriété à la fois dans les domaines de la pop et du jazz. Elle est la première à enregistrer When I Fall in Love, accompagnée du compositeur de la chanson, Victor Young, et de son orchestre, sur des paroles d'Edward Heyman, en avril 1952. En 1955, son enregistrement de An Occasional Man atteint la 89e place du Billboard Hot 100 du magazine Billboard. Elle chante dans des films et en 1957 rencontre un succès avec Fire Down Below. La chanson culmine en vingt-deuxième position du UK Singles Chart en juin 1957. Après avoir rejoint Capitol Records, ses interprétations de chansons de Cole Porter, arrangées par Billy May, deviennent célèbres.

## Vie privée
Le mariage de Jeri Southern avec le musicien de jazz et de pop Bill Holman se solde par un divorce.
Sa fille, Kathryn King, déclare qu'elle a arrêté de jouer en raison des effets psychologiques négatifs que cela produisait. Dans un article de journal de 2010, elle parle de la timidité de sa mère, affirmant qu'elle souffrait « d'une anxiété de la scène qui la paralysait. Le simple fait d'envisager de jouer la rendait extrêmement anxieuse et déprimée ».

## Mort
Jeri Southern meurt d'une crise cardiaque à Los Angeles, Californie, en 1991 à l'âge de 64 ans, à la veille de ses 65 ans. Bien que la cause du décès soit une crise cardiaque, Jeri Southern était diabétique et était en proie à une double pneumonie.

## Discographie

### Albums studio
- Warm Intimate Songs in the Jeri Southern Style avec Dave Barbour (Decca, 1954)
- The Southern Style (Decca, 1955)
- You Better Go Now (Decca, 1956)
- When Your Heart's on Fire (Decca, 1957)
- Jeri Gently Jumps (Decca, 1957)
- Jeri Southern Meets Johnny Smith (Roulette, 1958)
- A Prelude to a Kiss (Decca, 1958)
- Southern Breeze (Roulette, 1958)
- Coffee, Cigarettes & Memories (Roulette, 1958)
- Southern Hospitality (Decca, 1958)
- Jeri Southern Meets Cole Porter (Capitol, 1959)
- Jeri Southern at the Crescendo (Capitol, 1960)
- The Dream's on Jeri (Jasmine, 1998)
- The Very Thought of You: The Decca Years: 1951–1957 (GRP, 1999)
- Southern Hospitality/Jeri Gently Jumps (MCA, 1999)
- Romance in the Dark (Delta Music, 2009)
- The Complete Roulette and Capitol Recordings (Fresh Sound, 2014)
- Jeri Southern Blue Note, Chicago, March 1956 (Uptown Records, 2016)

### Invitée
- Shorty Rogers, The Shorty Rogers Quintet (Studio West, 1990)